# Under Milk Wood (film, 2015)
Pour les articles homonymes, voir Under Milk Wood (homonymie).
Pour plus de détails, voir Fiche technique et Distribution.
Under Milk Wood (gallois : Dan y Wenallt) est un film dramatique britannique réalisé par Kevin Allen et sorti en 2015.
Le film est sélectionné comme entrée britannique pour l'Oscar du meilleur film en langue étrangère à la 88e cérémonie des Oscars en 2016.

## Fiche technique
- Titre en gallois : Dan y Wenallt

## Distribution
- Rhys Ifans : Captain Cat
- Charlotte Church : Polly Garter
- Lisa Palfrey : Mrs. Dai Bread 1
- Steffan Rhodri : Mog Edwards
- Julian Lewis Jones : 2nd Drowned
- Llyr Ifans : Nogood Boyo
- Sara Sugarman : 1st Neighbour
- Di Botcher : Mrs. Dai Bread 2
- Rhodri Meilir : Mr. Ogmore
- Bradley Freegard : Sinbad Sailors
- Helen Griffin : Mrs. Willy Nilly
- Aneirin Hughes : Organ Morgan
- Habib Nasib Nader : Black Colossus
- Nicholas McGaughey : Butcher Beynon
- Boyd Clack : Mr. Pugh
- Sue Roderick : Mrs. Pugh
- Sian Grace Phillips : Little Girl
- Carys Eleri : Lily Smalls
- Crisian Emanuel : Rosie Probert
- Carwyn Glyn : Mr. Pritchard
- Saran Morgan : Mae Rose Cottage
- Dion Davies : Cherry Owen
- Dai Protheroe : Mr. Waldo
- Mair Rowlands : Mrs. Cherry Owen
- Buddug Verona James : Mrs. Ogmore Pritchard
- Ruth Lloyd : 3rd Neighbour
- Carlton Bunce : PC Attila Rees
- Nia Roberts : Myfanwy Price
- Matthew Owen : Willy Nilly
- Sara Lloyd Gregory : Gossamer Beynon
- Karen Davies : Bessie Bighead
- Sharon Morgan : Mary Ann Sailors
- Cate Lovett : Mrs. Butcher Beynon
- William Thomas : Eli Jenkins
- Jon Treganna : 3rd Drowned
- Dai Rees : 1st Drowned